# L'angelo delle tenebre
L'angelo delle tenebre (The Dark Angel) è un film del 1935, diretto da Sidney Franklin che come protagonisti Fredric March, Merle Oberon e Herbert Marshall. Per l'attrice, fu il primo film girato per il produttore Samuel Goldwyn.
Il film ottenne tre candidature all'Oscar (per il miglior sonoro, per la scenografia e per la migliore attrice) vincendo quello per la migliore scenografia, premio che andò allo scenografo Richard Day.
La sceneggiatura, firmata da Lillian Hellman e Mordaunt Shairp, si basa su The Dark Angel, un testo che il commediografo Guy Bolton aveva scritto sotto lo pseudonimo di H. B. Trevelyan e che era andato in scena a New York il 10 febbraio 1925. Nello stesso anno, George Fitzmaurice diresse The Dark Angel, la prima versione cinematografica del lavoro di Bolton.

## Trama
Cresciuti insieme, tre bambini, diventati ormai adulti, si troveranno con le loro vite sconvolte a causa della guerra. Da bambina, Kitty, pur amando anche il cugino Gerald, ha scambiato una promessa di matrimonio con Alan che ora, sul punto di partire per il fronte, lui vuole onorare. Gerald, pur soffrendo per la scelta di Kitty, benedice i due. Ma il matrimonio non avrà luogo a causa dell'annullamento del congedo di Alan la cui partenza viene anticipata. Un cugino di Kitty, quella sera vede Alan in un albergo insieme a una donna. Quando Gerald accusa Alan di aver tradito Kitty, l'altro si rifiuta di svelare il nome della donna che, in realtà, era proprio Kitty la quale aveva deciso di passare l'ultima notte insieme al suo promesso sposo. Disprezzando il comportamento di Alan, Gerald rompe i rapporti con l'amico al quale poi nega anche un congedo.
Alan, rimasto coinvolto in un'esplosione, perde la vista. Ritenuto morto, si nasconde sotto un nome falso, non volendo che Kitty sia legata a un uomo ormai cieco. A guerra finita, Gerald torna a casa e ha un chiarimento con Kitty che gli rivela di essere lei la supposta avventura di Alan. Credendo che l'amato sia morto in guerra, la giovane donna riprende il suo rapporto di amicizia con Gerald, che adesso si fa sempre più profondo. Nel frattempo, Alan - che vive scrivendo libri per bambini - riceve un amico, sir George. Un giorno, durante una gita, George riconosce in una giovane caduta da cavallo e nel suo accompagnatore le stesse persone che appaiono in una foto del suo amico Alan. I due, naturalmente, sono proprio Kitty e Gerald, che soggiornano nei pressi del paese dove vive adesso Alan. Gerald, quando viene a sapere di quella foto, capisce che si tratta del suo vecchio amico da lui creduto morto e, con Kitty, si reca al cottage di Alan. Quest'ultimo, però, non vuole la loro pietà e, fingendo di non essere cieco, dichiara che si trova bene in quella nuova vita e che non vuole ritornare al passato. Quando però Kitty scopre la verità, corre da lui, dicendogli che non ha mai smesso di amarlo né mai lo farà.

## Produzione
Le riprese del film, iniziate il 1º giugno, durarono fino al 19 luglio 1935.

## Distribuzione
Il copyright del film, richiesto dalla United Artists Corp., fu registrato il 5 settembre 1935 con il numero LP5751.
Distribuito dalla United Artists, il film uscì nelle sale statunitensi l'8 settembre 1935 dopo che, il 5 settembre, era stato presentato a New York.

### Premi e riconoscimenti
Premi Oscar 1936: Oscar per la migliore scenografia a Richard Day